# ۲ اکتبر
۲ اکتبر دویست و هفتاد و پنجمین (در سال‌های کبیسه دویست و هفتاد و ششمین) روز سال در گاه‌شماری میلادی است. ۹۰ روز تا پایان سال باقی‌است.

## رویدادها
- ۸۲۹ - تئوفیلوس امپراتور بیزانس شد.
- ۱۱۸۷ - صلاح الدین ایوبی، سردار مسلمان، بیت المقدس را پس از ۸۸ سال اشغال توسط صلیبیون به سلطه مسلمانان درآورد.
- ۱۲۶۳ - شورشیان تحت حمایت ریچار نویل، ادوارد چهارم، پادشاه انگلستان را مجبور به فرار به هلند کردند تا سلطنت هنری ششم بازیابی شود.
- ۱۵۳۵ - ژاک کارتیه، دریانورد فرانسوی مونترال را کشف کرد.
- ۱۵۵۲ - ایوان چهارم معروف به ایوان مخوف، پادشاه روسیه خانات قازان را تصرف کرد.
- ۱۷۸۹ - جورج واشنگتن، نخستین رئیس جمهور ایالات متحده قانون حقوق ایالات متحده را برای تصویب به ایالات فرستاد.
- ۱۹۴۱ - جنگ جهانی دوم: آغاز عملیات تایفون، تهاجم پاییزه آلمان برای تصرف مسکو، پایتخت شوروی
- ۱۹۵۸ - گینه کوناکری از فرانسه اعلام استقلال کرد.
- ۲۰۰۷ - رو مو هیون، رئیس جمهور کره جنوبی با پای پیاده از خط مرزی نظامی بین دو کره عبور کرده تا در اجلاس بین دو کره شرکت کند.

## زادروزها
- ۱۸۶۹ -  مهانداس کارامچند گاندی، رهبر سیاسی و معنوی هندوستان
- ۱۹۱۹ – جان فلینترمن، خلبان جنگ جهانی دوم و رانندهٔ مسابقات اتومبیل‌رانی اهل هلند (د. ۱۹۹۲)
- ۱۹۳۵ - عمر سیووری، بازیکن سابق فوتبال آرژانتین و باشگاه یوونتوس
- ۱۹۶۲ – آجی کومار، سیاستمدار اهل هند
- ۱۹۷۳ – سوزانا گونزالس، بازیگر، رقاص، مدل و خواننده اهل مکزیک

## مناسبت‌ها
- روز جهانی بدون خشونت[نیازمند منبع]